# Зализничные Борки
Зализни́чные Бо́рки, ранее Михайловка (укр. Залізничні Бірки) — село (до 2010 г. — посёлок),
Борковский сельский совет,
Змиёвский район,
Харьковская область, Украина.
Код КОАТУУ — 6321780504. Население по переписи 2001 года составляет 108 (51/57 м/ж) человек.

## Географическое положение
Село Зализничные Борки находится в 3-х км от реки Джгун (правый берег), примыкает к селу Борки, их разделяет линия железной дороги, станция Борки.

## История
- 1659 — дата основания Борок (не Михайловки).
- В 1940 году хутор назывался Михайловка; в нём было 38 дворов и железнодорожная водокачка.[1]
- В 1966 году[4] село называлось Михайловка и относилось к Тарановскому сельсовету.
- Между 1967 и 1976 годами[5] село было переименовано в Железнодорожные (укр. Зализничные) Борки и стало относиться к Борковскому сельсовету.

## Экология
- Рядом проходит ЛЭП 110 кВ.